# Les Rois des sables
Les Rois des sables (titre original : Sandkings) est un recueil de nouvelles de science-fiction de l'écrivain américain George R. R. Martin publié aux États-Unis en décembre 1981 et en France en 2007.
La première édition française a retiré la nouvelle In the House of the Worm par rapport au recueil original. La réédition en 2013 rend le recueil conforme à l'original.

## Liste des nouvelles
- Par la croix et le dragon, 1981 ((en) The Way of Cross and Dragon, 1979)
- Âprevères, 2007 ((en) Bitterblooms, 1977)
- Vifs-amis, 2007 ((en) Fast-Friend, 1976)
- La Cité de pierre, 2003 ((en) The Stone City, 1977)
- La Dame des étoiles, 2007 ((en) Starlady, 1976)
- Les Rois des sables, 1981 ((en) Sandkings, 1979)
- Dans la maison du ver, 2013 ((en) In The House of The Worm, 1976)

## Prix littéraires
- La nouvelle Par la croix et le dragon a remporté le prix Hugo de la meilleure nouvelle courte 1980 ainsi que le prix Locus de la meilleure nouvelle courte 1980.
- La nouvelle Les Rois des sables a remporté le prix Nebula de la meilleure nouvelle longue 1979 ainsi que le prix Hugo de la meilleure nouvelle longue 1980 et le prix Locus de la meilleure nouvelle longue 1980.
- Le recueil Les Rois des sables a remporté le prix Locus du meilleur recueil de nouvelles d'un auteur unique 1982.

## Adaptations
La nouvelle Les Rois des sables a été adaptée à la télévision en 1995 sous la forme des deux premiers épisodes de la première saison de la série Au-delà du réel : L'aventure continue.

## Éditions
- Sandkings, Timescape Books, décembre 1981, 238 p.  (ISBN 0-671-42663-X)
- Les Rois des sables, J'ai lu, coll. « Science-fiction » no 8494, 23 novembre 2007, trad. Jean-Pierre Pugi, Sara Docke et Pierre-Paul Durastanti, 224 p.  (ISBN 978-2-290-35619-7)
- Les Rois des sables, J'ai lu, coll. « Science-fiction » no 8494, 13 mars 2013, trad. Jean-Pierre Pugi, Sara Docke et Pierre-Paul Durastanti, 285 p.  (ISBN 978-2-290-06989-9)